# Championnat d'Islande de football 1978
Navigation
Saison précédente Saison suivante
La saison 1978 du Championnat d'Islande de football était la 67e édition de la première division islandaise. Les 10 clubs jouent les uns contre les autres lors de rencontres disputées en matchs aller et retour.
L'ÍA Akranes, le tenant, a tenté de conserver son titre de champion d'Islande face aux neuf meilleurs clubs du pays. C'est aussi la première saison parmi l'élite du 2e club d'Akureyri, le KA Akureyri.
C'est le Valur Reykjavik, à la fin d'une saison parfaitement maîtrisé (17 victoires et un nul, 45 buts en 18 matchs) qui termine en tête et remporte là le 16e titre de son histoire. Le club manque le doublé de peu puisqu'il perd en finale de la Coupe d'Islande face au champion sortant, l'IA Akranes.
En bas du classement, ce sont le FH Hafnarfjörður et le Breiðablik Kopavogur qui descendent en 2. Deild.

## Les 10 clubs participants
| \| Reykjavik : · Fram - Valur - þrottur - Vikingur ÍBK Keflavík ÍA Akranes KA Akureyri ÍBV Vestmannaeyjar Breiðablik Kopavogur FH Hafnarfjörður \| Clubs participants |
| Reykjavik : · Fram - Valur - þrottur - Vikingur ÍBK Keflavík ÍA Akranes KA Akureyri ÍBV Vestmannaeyjar Breiðablik Kopavogur FH Hafnarfjörður                          |

| Club                 | Classement 1977 | Stade            | Ville          |
| -------------------- | --------------- | ---------------- | -------------- |
| ÍA Akranes           | 1               | Akranesvöllur    | Akranes        |
| Breiðablik Kopavogur | 6               | Kópavogsvöllur   | Kopavogur      |
| Fram Reykjavik       | 8               | Laugardalsvöllur | Reykjavik      |
| FH Hafnarfjörður     | 7               | Kaplakrikavöllur | Hafnarfjörður  |
| KA Akureyri          | 2. Deild        | Akureyrarvöllur  | Akureyri       |
| ÍBK Keflavík         | 4               | Keflavíkurvöllur | Keflavík       |
| þrottur Reykjavik    | 2. Deild        | Laugardalsvöllur | Reykjavik      |
| Valur Reykjavik      | 2               | Laugardalsvöllur | Reykjavik      |
| ÍBV Vestmannaeyjar   | 3               | Hásteinsvöllur   | Vestmannaeyjar |
| Vikingur Reykjavik   | 5               | Laugardalsvöllur | Reykjavik      |

## Compétition

### Classement
Le barème de points servant à établir le classement se décompose ainsi :
- Victoire : 2 points
- Match nul : 1 point
- Défaite : 0 point

| Rang | Équipe               | Pts | J  | G  | N | P  | Bp | Bc | Diff |
| ---- | -------------------- | --- | -- | -- | - | -- | -- | -- | ---- |
| 1    | Valur Reykjavik      | 35  | 18 | 17 | 1 | 0  | 45 | 8  | +37  |
| 2    | ÍA Akranes T C       | 29  | 18 | 13 | 3 | 2  | 47 | 13 | +34  |
| 3    | ÍBK Keflavík         | 20  | 18 | 8  | 4 | 6  | 31 | 25 | +6   |
| 4    | ÍBV Vestmannaeyjar   | 19  | 18 | 8  | 3 | 7  | 29 | 24 | +5   |
| 5    | Vikingur Reykjavik   | 19  | 18 | 9  | 1 | 8  | 27 | 31 | -4   |
| 6    | Fram Reykjavik       | 16  | 18 | 7  | 2 | 9  | 23 | 31 | -8   |
| 7    | Þrottur Reykjavik P  | 14  | 18 | 4  | 6 | 8  | 22 | 27 | -5   |
| 8    | KA Akureyri P        | 11  | 18 | 3  | 5 | 10 | 14 | 38 | -24  |
| 9    | FH Hafnarfjörður     | 10  | 18 | 2  | 6 | 10 | 22 | 37 | -15  |
| 10   | Breiðablik Kopavogur | 7   | 18 | 3  | 1 | 14 | 19 | 45 | -26  |

|  | Qualifié pour la Coupe d'Europe des clubs champions 1979-1980 |
|  | Qualifié pour la Coupe des Coupes 1979-1980                   |
|  | Qualifié pour la Coupe UEFA 1979-1980                         |
|  | Relégation en 2. Deild                                        |

### Matchs
| Résultats (▼dom., ►ext.)                                   | Fram | Haf | Brei | Kef | þrot | Val | Akr | Vik | KA  | Vest |
| Fram Reykjavik                                             |      | 4-4 | 2-0  | 1-3 | 4-1  | 0-3 | 0-2 | 0-1 | 1-0 | 2-1  |
| FH Hafnarfjörður                                           | 2-3  |     | 1-3  | 2-0 | 0-0  | 0-2 | 1-7 | 3-3 | 0-0 | 0-2  |
| Breiðablik Kopavogur                                       | 0-2  | 0-4 |      | 0-2 | 1-4  | 1-4 | 0-3 | 1-2 | 2-2 | 2-0  |
| ÍBK Keflavík                                               | 1-1  | 2-2 | 3-1  |     | 0-0  | 0-2 | 2-2 | 3-1 | 2-3 | 2-3  |
| Þrottur Reykjavik                                          | 0-1  | 2-2 | 4-2  | 1-2 |      | 1-3 | 2-2 | 2-0 | 1-0 | 2-2  |
| Valur Reykjavik                                            | 3-0  | 2-1 | 4-2  | 2-1 | 1-0  |     | 1-0 | 3-0 | 5-0 | 1-0  |
| ÍA Akranes                                                 | 1-0  | 2-0 | 4-0  | 3-0 | 3-2  | 0-1 |     | 5-0 | 1-0 | 0-0  |
| Vikingur Reykjavik                                         | 3-0  | 1-0 | 3-1  | 0-1 | 1-0  | 2-5 | 2-4 |     | 1-0 | 0-1  |
| KA Akureyri                                                | 3-0  | 1-0 | 0-3  | 0-5 | 0-0  | 0-0 | 0-5 | 2-5 |     | 1-1  |
| ÍBV Vestmannaeyjar                                         | 3-2  | 3-0 | 1-0  | 1-2 | 3-0  | 0-3 | 2-3 | 0-2 | 6-2 |      |
| - Victoire à domicile - Match nul - Victoire à l'extérieur |      |     |      |     |      |     |     |     |     |      |

## Bilan de la saison
| Tableau d'Honneur                 |                 |
| Compétition                       | Vainqueur       |
| Championnat d'Islande de football | Valur Reykjavik |
| Coupe d'Islande de football       | ÍA Akranes      |
| Supercoupe d'Islande de football  | ÍA Akranes      |

| Qualifications européennes                   |                 |
| Coupe d'Europe des clubs champions 1979-1980 | Qualifié        |
| 1er tour                                     | Valur Reykjavik |
| Coupe des Coupes 1979-1980                   | Qualifié        |
| 1er tour                                     | ÍA Akranes      |
| Coupe UEFA 1979-1980                         | Qualifié        |
| 1er tour                                     | ÍBK Keflavík    |

| Promotion et relégation |                                       |
| Relégué en 2. Deild     | FH Hafnarfjörður Breiðablik Kopavogur |
| Promu en 1. Deild       | KR Reykjavik Haukar Hafnarfjörður     |

## Meilleurs buteurs
| # | Buteurs               | Clubs              | Nb de Buts |
| - | --------------------- | ------------------ | ---------- |
| 1 | Petur Petursson       | ÍA Akranes         | 19         |
| 2 | Ingi Björn Albertsson | Valur Reykjavik    | 15         |
| 3 | Matthias Hallgrimsson | ÍA Akranes         | 11         |
| 4 | Sigurlas þorleifsson  | ÍBV Vestmannaeyjar | 10         |
| 4 | Atli Eðvaldsson       | Valur Reykjavik    | 10         |